# Jedraž
Jedraž je osada, část obce Radošovice v okrese Strakonice v Jihočeském kraji. Nachází se v údolí Svaryšovského potoka asi čtyři kilometry jihovýchodně od Radošovic. Jsou zde evidovány tři adresy. V roce 2011 zde trvale žil jeden obyvatel.
Jedraž leží v katastrálním území Milíkovice o výměře 2,5 km².

## Galerie

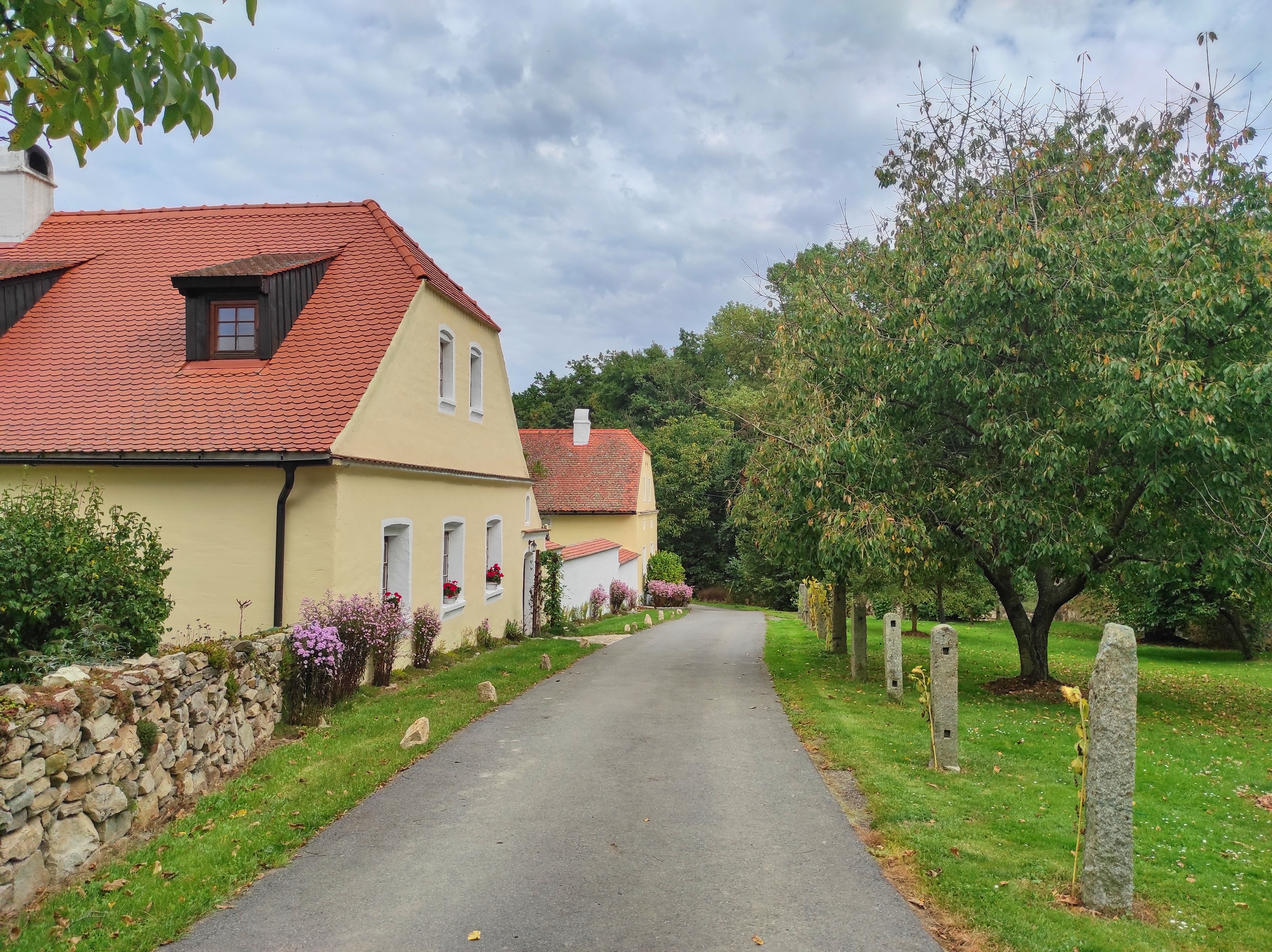
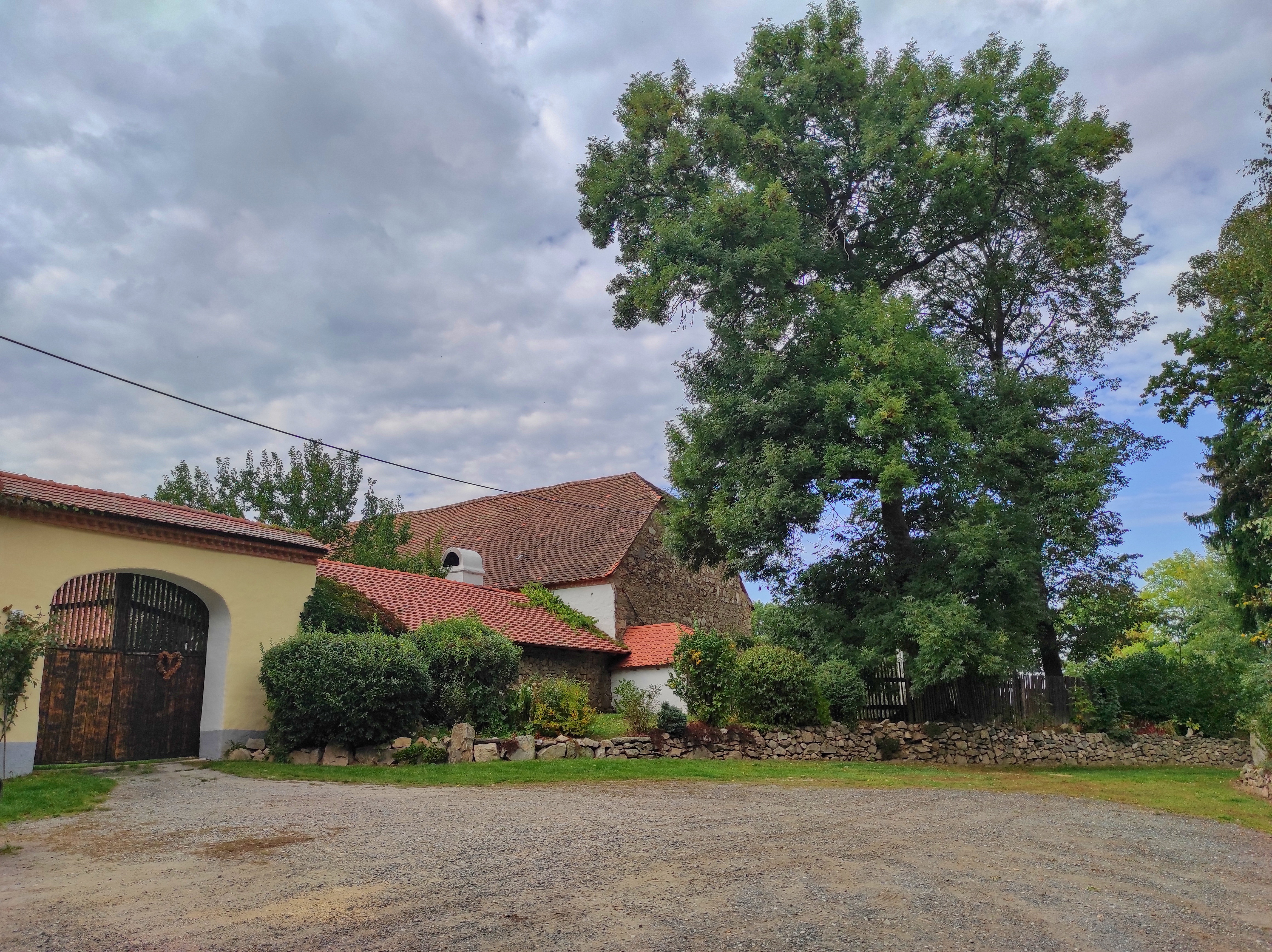
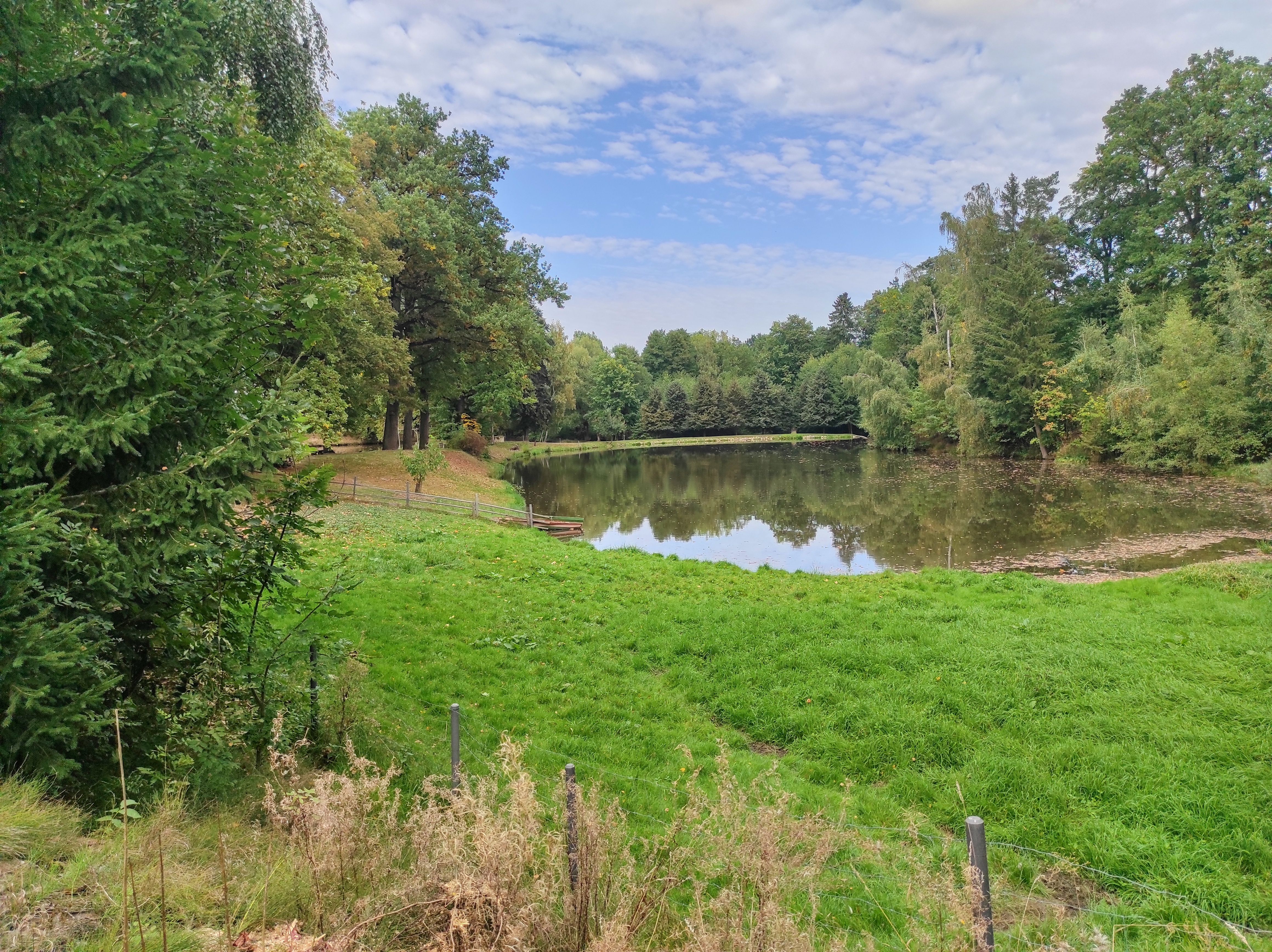
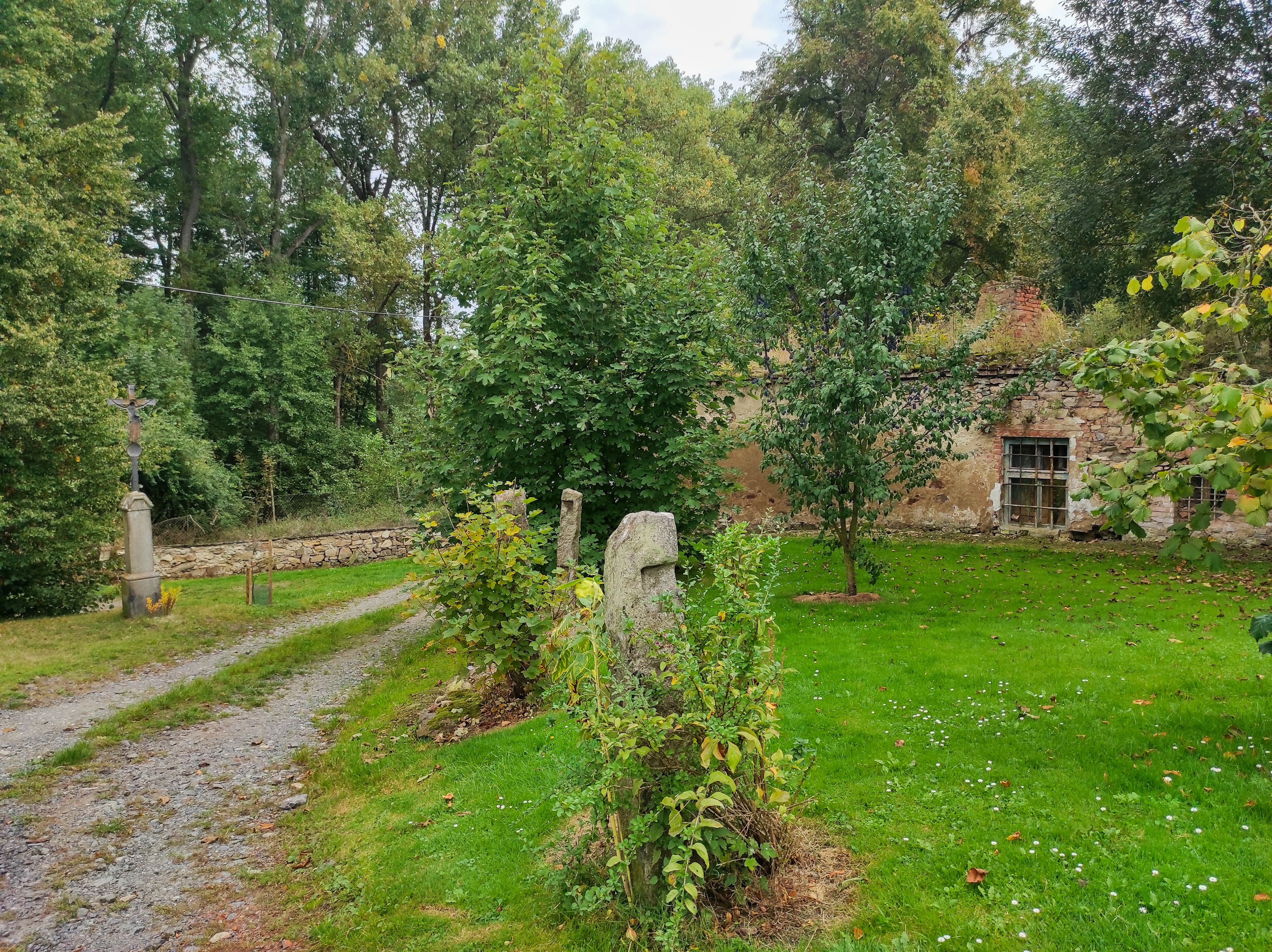
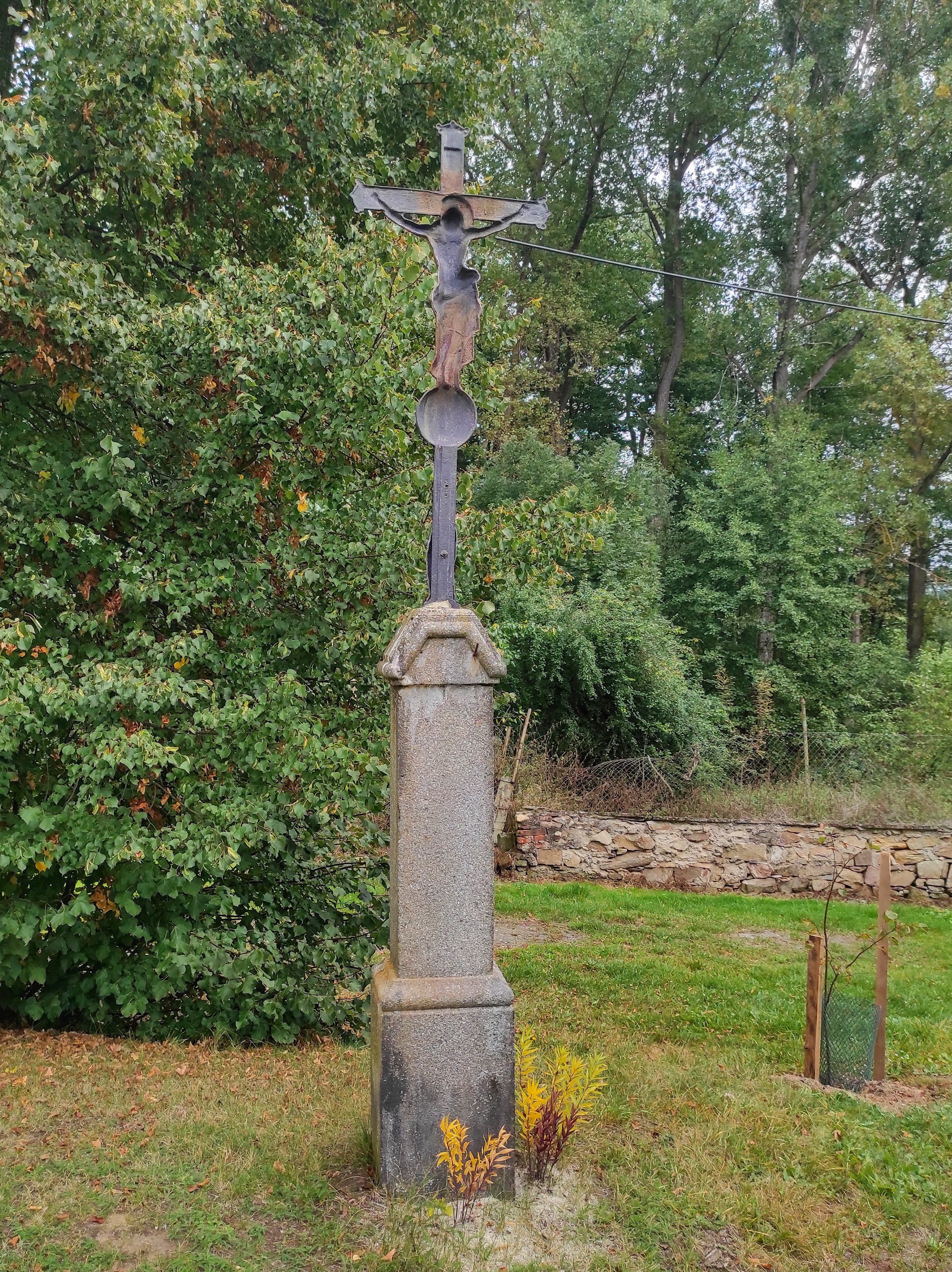

## Historie
První písemná zmínka o vesnici pochází z roku 1569.

## Obyvatelstvo
| Rok            | 1869 | 1880 | 1890 | 1900 | 1910 | 1921 | 1930 | 1950 | 1961 | 1970 | 1980 | 1991 | 2001 | 2011 | 2021 |
| -------------- | ---- | ---- | ---- | ---- | ---- | ---- | ---- | ---- | ---- | ---- | ---- | ---- | ---- | ---- | ---- |
| Počet obyvatel | 23   | 19   | 26   | 25   | 20   | 18   | 22   | 10   | 5    | 3    | 3    | 2    | 0    | 1    | 1    |
| Počet domů     | 3    | 3    | 3    | 3    | 3    | 3    | 2    | 3    | 3    | 2    | 2    | 3    | 3    | 3    | 2    |

## Obecní správa
Při sčítání lidu v letech 1850–1879 Jedraž byla osadou obce Svaryšov v okrese Strakonice. V následujícím období byla osada úředně zrušena. V letech 1910–1973 byla znovu osadou obce Svaryšov v okrese Strakonice. Od 1. ledna 1974 je částí obce Radošovice v okrese Strakonice.